# Élections législatives samies de 2021
Les élections législatives samies de Norvège de 2021 ont lieu le 26 septembre 2021 en même temps que les élections législatives norvégiennes afin de renouveler pour quatre ans les 39 membres du Parlement sami de Norvège.

## Système électoral
| Circonscription | Sièges | Sièges | Sièges        |  |
| Circonscription | 2017   | 2021   | +/-           |  |
| --------------- | ------ | ------ | ------------- |  |
| Østre           | 5      | 5      | en stagnation |  |
| Ávjovári        | 8      | 7      | 1             |  |
| Nordre          | 6      | 6      | en stagnation |  |
| Gáisi           | 5      | 6      | 1             |  |
| Vesthavet       | 5      | 5      | en stagnation |  |
| Sørsamisk       | 4      | 4      | en stagnation |  |
| Sør-Norge       | 6      | 6      | en stagnation |  |
|                 |        |        |               |  |
| Total Norvège   | 39     | 39     | en stagnation |  |

Le parlement sami de Norvège est composé de 39 sièges pourvus pour quatre ans au scrutin proportionnel plurinominal dans 7 circonscriptions de 2 à 7 sièges en fonction du nombre d'inscrit sur les listes électorales samies lors des précédentes élections municipales et régionales.
Ont le droit de vote les électeurs âgés de 18 ans ou plus  inscrits sur les listes électorales samies avant le 30 juin 2021. Pour s'inscrire, un électeur doit déclarer qu'il se considère comme sami et qu'il a le sami comme langue maternelle, ou alors qu'il a un parent, un grand-parent ou un arrière-grand-parent sami, ou encore qu'il est l'enfant d'une personne déjà inscrite sur les listes électorales. Les samis de Suède, de Finlande ou de Russie doivent être enregistrés en Norvège depuis les trois dernières années avant de pouvoir s'inscrire sur les listes électorales.
Les électeurs peuvent voter de manière anticipée du 10 août au 10 septembre, voire à partir du 1er juillet pour les électeurs résidant à l'étranger, à l'île Jan Mayen ou à Svalbard. Le vote anticipé est obligatoire pour ceux résidant dans une municipalité de moins 30 inscrits sur les listes électorales samies

## Résultats

### Total
|                          |                                         |        |       |       |        |               |  |
| Partis                   | Partis                                  | Voix   | %     | +/-   | Sièges | +/−           |  |
|                          | Association Sami norvégienne (NSR)      | 4 414  | 31,91 | 3,82  | 17     | 1             |  |
|                          | Peuple de la calotte polaire (NKF)      | 2 529  | 18,28 | 11,71 | 9      | 6             |  |
|                          | Parti Travailliste (Ap)                 | 2 081  | 15,04 | 1,95  | 7      | 2             |  |
|                          | Parti du Centre (Sp)                    | 1 326  | 9,59  | 2,03  | 3      | 1             |  |
|                          | Parti du Peuple Sami (SfP)              | 772    | 5,58  | 3,56  | 1      | en stagnation |  |
|                          | Árja                                    | 738    | 5,33  | 2,23  | 0      | 1             |  |
|                          | Parti du Progrès (FrP)                  | 660    | 4,77  | 2,71  | 1      | en stagnation |  |
|                          | Parti Conservateur (H)                  | 596    | 4,31  | 2,09  | 0      | 1             |  |
|                          | Liste Ávjovári Johttisápmelaččaid (JSL) | 329    | 2,38  | 0,1   | 1      | en stagnation |  |
|                          | Parti Populaire Sami (SFF)              | 200    | 1,45  | 0,29  | 0      | en stagnation |  |
|                          | Liste Ávjovári Daloniid (FABL)          | 189    | 1,37  | 0,14  | 0      | 1             |  |
|                          |                                         |        |       |       |        |               |  |
| Suffrages exprimés       | Suffrages exprimés                      | 13 834 | 97,90 |       |        |               |  |
| Votes blancs             | Votes blancs                            | 250    | 1,77  |       |        |               |  |
| Votes nuls               | Votes nuls                              | 46     | 0,33  |       |        |               |  |
| Total                    | Total                                   | 14 130 | 100   | -     | 39     | en stagnation |  |
| Abstentions              | Abstentions                             | 6 411  | 31,21 |       |        |               |  |
| Inscrits / participation | Inscrits / participation                | 20 541 | 68,79 |       |        |               |  |